# Oxypolis
Oxypolis es un género de plantas de la familia de las apiáceas. Comprende 17 especies descritas y de estas, solo 5 aceptadas.

## Taxonomía
El género fue descrito por Constantine Samuel Rafinesque y publicado en Neogenyton 2. 1825. La especie tipo es: Oxypolis rigidior (L.) Raf.

## Especies
A continuación se brinda un listado de las especies del género Oxypolis aceptadas hasta septiembre de 2012, ordenadas alfabéticamente. Para cada una se indica el nombre binomial seguido del autor, abreviado según las convenciones y usos.
- Oxypolis canbyi (J.M. Coult. & Rose) Fernald
- Oxypolis denticulata (Baldwin ex Elliott) J.R. Edm.
- Oxypolis fendleri (A. Gray) A. Heller
- Oxypolis filiformis (Walter) Britton
- Oxypolis ternata (Nutt.) A. Heller